# Nundines
Nundines (del plural llatí nundinae) era l'equivalent a novè dia a l'antiga Roma. Era el dia en què se celebrava el mercat segons l'antic calendari romà i es considerava una mena de cap de setmana que permetia un descans, sobretot per als patricis. Els pagesos, després d'haver treballat al camp, arribaven a la ciutat per celebrar el mercat cada vuit dies, segons Macrobi.
Els romans tenien un sistema de setmanes de vuit dies, que es repetien cada mes i cada any. Segons la seva manera de contar, el vuitè dia era considerat el novè, i tot el període (el que en podríem dir la setmana) s'anomenava inter nundinum. La paraula deriva de novem (nou) i dies (dia).
Els dies estaven marcats als calendaris romans amb les lletres A, B, C, D, E, F, G, H, i es suposaria que H seria sempre la lletra de les nundines. Però no era així, perquè l'1 de gener començava sempre amb la lletra A, mentre que les primeres nundines de l'any nou eren invariablement al vuitè dia després de les últimes nundines de desembre, i, llevat que les nundines haguessin caigut el 31 de desembre, el dia estava marcat per una lletra diferent, com totes les nundines d'aquell any. Aquesta designació dels díes amb lletres, va passar al cristianisme amb el sistema de la Lletra dominical.
El senat concedia un ius nundinorum a les poblacions, autoritzant-les a celebrar el mercat periòdicament, segons Suetoni. El trium nundinum eren els tres períodes de vuit dies, és a dir, vint-i quatre dies, que havien de passar entre la proposició i la votació d'una llei. La Flamínica, esposa del flamen, havia de sacrificar un moltó a Júpiter totes les nundines.